# 劉沢
劉 沢（りゅう たく、? - 紀元前177年）は、前漢初期の人。劉邦の族兄。

## 略歴
| 姓名           | 劉澤                                                       |
| 時代           | 前漢時代                                                   |
| 生没年         | 生年不詳 - 漢文帝3年（前177年）                            |
| 字・別号       | 〔不詳〕                                                   |
| 本貫・出身地等 | 沛県豊邑中陽里                                             |
| 職官           | 郎中〔前漢〕→将軍〔前漢〕                                  |
| 爵位・号等     | 営陵侯〔前漢〕→琅邪王〔前漢〕 →燕王〔前漢〕→燕敬王〔没後〕 |
| 陣営・所属等   | 劉邦→恵帝→前少帝→後少帝 →呂后→文帝                         |
| 家族・一族     | 族父:劉太公 族弟:劉伯 劉喜 劉邦 劉交 子:劉嘉               |

高祖3年（紀元前204年）に郎中となる。高祖11年（紀元前196年）に将軍となり陳豨を討ち、その将の王黄を捕えた功績で営陵侯に封じられた。
呂后（呂雉）の時代、斉の人の田生が劉沢に王となる方策を立て、金200斤を彼に与えた。田生は当時呂后に重んじられていた宦官である張卿に会い、
「今、長安にある諸侯の邸宅はみな高祖の功臣のものですが、呂氏こそ高祖の天下統一に最も功績があります。呂太后は呂氏の勢力が弱いために呂産を呂王にしようと考えながらも、大臣が許さないのではないかと思い発議していません。貴方はどうして大臣に呂氏を王とするよう呂太后に進言するよう示唆しないのですか。呂氏が王となれば、貴方も万戸侯になれるでしょう。逆に早くしなければ内臣の貴方の身が危険です」
と述べた。張卿はその通りにし、大臣は呂産を呂王にするよう願った。張卿は呂太后から賜った金1000斤の半分を田生に贈ろうとしたが田生は受け取らず、今度は
「呂産が王となっても大臣たちは心服していません。営陵侯劉沢は劉氏の長老格ですが、呂太后に彼を王とするように言えば、彼は喜び、呂氏の王の基盤を固めることになるでしょう」
と言った。張卿はまたその通りにし、劉沢が呂太后の妹の呂嬃の娘を娶っていたこともあり、劉沢は琅邪王に封じられた（高后7年（紀元前181年））。
高后8年（紀元前180年）に呂太后が死ぬと、斉王（斉哀王劉襄）は呂氏に逆らい反乱の兵を出した。そこで斉王の内史である祝午が、戦の経験が豊富な琅邪王に斉の兵も率いて呂氏を平定してほしいと言って騙し、劉沢は斉王の元へ訪れると、逆に自分の兵を斉に奪われた。
劉沢は斉王に
「高祖の嫡長孫である斉王が皇帝になるべきでありますが大臣たちは色々と疑って定まっていません。私は劉氏の長老だから私の発言を待っているのです。私が先に関中に行って斉王を皇帝とするよう話をしてきましょう」
と言い、関中に行くことを許された。
呂氏の乱が平定され、擁立する皇帝について大臣たちが議論すると、斉王は母の一族が良くないので、母が君子である代王を選ぶべきと決まり、代王が皇帝に立てられた。これが文帝である。
文帝元年（紀元前179年）、劉沢は燕王に遷され、琅邪は斉王に返還された。文帝3年（紀元前177年）に劉沢は死去し、敬王と諡された。燕王は子の康王劉嘉が継いだ。燕王はその子の劉定国の時、近親相姦などの罪状により取り潰され、劉定国は自殺した。哀帝の時に劉沢の末裔である劉帰生が営陵侯に封じられたが、新末後漢初の混乱に巻き込まれ兵士に殺害されて断絶した。